# Hiérarchie du contrôle des dangers

Infographie du NIOSH. Les méthodes de contrôle en haut du graphique sont potentiellement plus efficaces et protectrices que celles du bas. Le respect de cette hiérarchie conduit normalement à la mise en œuvre de systèmes intrinsèquement plus sûrs, où le risque de maladie ou de blessure a été considérablement réduit.

La hiérarchie du contrôle des dangers est un système utilisé dans l'industrie pour minimiser ou éliminer l'exposition aux dangers,,,,,,,,,. Il s'agit d'un système largement accepté qui est promu par de nombreuses organisations de sécurité. Ce concept est enseigné aux managers dans l'industrie, pour être promu comme la norme sur le lieu de travail. Diverses illustrations sont utilisées pour représenter ce système, le plus souvent un triangle.
Les contrôles des dangers dans la hiérarchie sont, par ordre décroissant d'efficacité: 
- Élimination
- Substitution
- Contrôles d'ingénierie
- Contrôles administratifs
- Équipement de protection individuelle

## Éléments de la hiérarchisation
La suppression physique du danger est le contrôle du danger le plus efficace. Par exemple, si les employés doivent travailler au-dessus du sol, le danger peut être éliminé en déplaçant la pièce sur laquelle ils travaillent au niveau du sol pour éliminer la nécessité de travailler en hauteur.

### Substitution

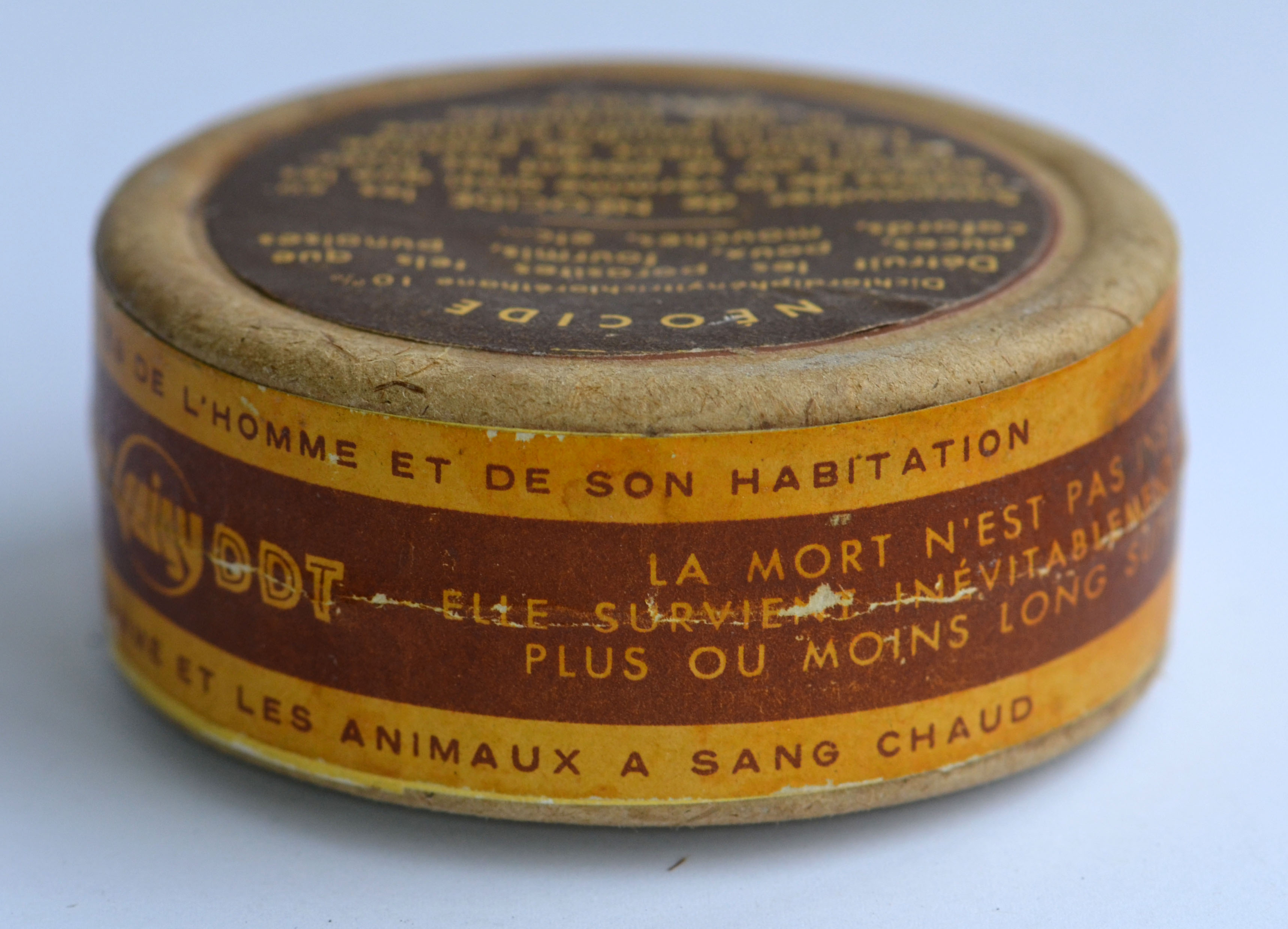
Ce pesticide contient du DDT, une substitution efficace serait de le remplacer par un pesticide vert.

La substitution, le deuxième contrôle des dangers le plus efficace, consiste à remplacer quelque chose qui produit un danger (similaire à l'élimination) par quelque chose qui ne produit pas de danger - par exemple, remplacer la peinture à base de plomb par du blanc de titane. Pour être un contrôle efficace, le nouveau produit ne doit pas produire un autre danger. Parce que la poussière en suspension dans l'air peut être dangereuse, si un produit peut être acheté avec une plus grande taille de particules, le plus petit produit peut effectivement être remplacé par le plus grand produit.

### Contrôles techniques
Le troisième moyen le plus efficace de contrôler les dangers est la mise en œuvre de contrôles techniques. Ceux-ci n'éliminent pas les dangers, mais isolent plutôt les gens des dangers. Les coûts en capital des contrôles techniques ont tendance à être plus élevés que les contrôles moins efficaces dans la hiérarchie, mais ils peuvent réduire les coûts futurs. Par exemple, une équipe pourrait construire une plate-forme de travail plutôt que d'acheter, de remplacer et d'entretenir de l'équipement antichute. «L'enceinte et l'isolement» crée une barrière physique entre le personnel et les dangers, comme l'utilisation d'équipements contrôlés à distance. Les hottes peuvent éliminer les contaminants en suspension dans l'air comme moyen de contrôle technique.

### Contrôles administratifs

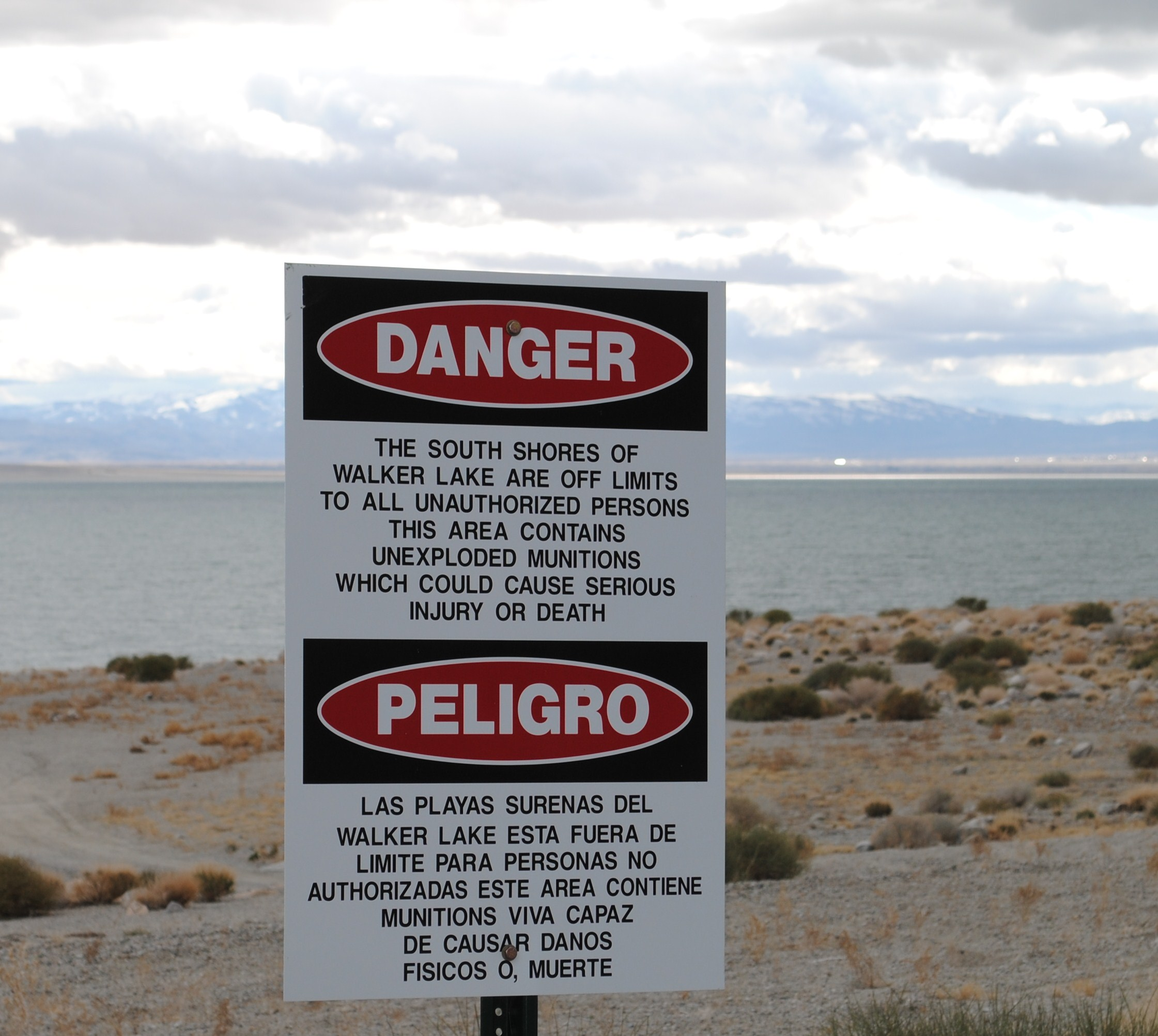
Ce panneau avertit les gens qu'il y a des explosifs dans le lac Walker, mais il ne peut pas empêcher les gens de s'y baigner.

Les contrôles administratifs modifient la façon dont les gens travaillent. Les changements de procédure, la formation des employés et l'installation de panneaux et d'étiquettes d'avertissement (comme ceux du Système d'information sur les matières dangereuses utilisées au travail ) sont des exemples de contrôles administratifs. Les contrôles administratifs ne suppriment pas les dangers, mais limitent ou empêchent l'exposition des personnes aux dangers, comme l'achèvement de la construction de routes la nuit lorsque moins de personnes conduisent.

### Équipement de protection individuelle

Application de la hiérarchie des mesures au domaine des transports

L'équipement de protection individuelle (EPI) comprend des gants, du Nomex / Uniforme, des respirateurs, des casques de sécurité, des lunettes de sécurité, des vêtements haute visibilité et des chaussures de sécurité. L'EPI est le moyen le moins efficace de contrôler les dangers en raison du risque élevé d'endommagement qui rend l'EPI inefficace. De plus, certains EPI, tels que les respirateurs, augmentent l'effort physiologique pour accomplir une tâche et, par conséquent, peuvent nécessiter des examens médicaux pour s'assurer que les travailleurs peuvent utiliser l'EPI sans risquer leur santé.

## Rôle de la sécurité conception
La hiérarchie des contrôles est un élément central de la sécurité par la conception, le concept d'appliquer des méthodes pour minimiser les risques professionnels au début du processus de conception. La sécurité par conception met l'accent sur le traitement des dangers au sommet de la hiérarchie des contrôles (principalement par l'élimination et la substitution) aux premiers stades de l'élaboration du projet.